# Hokkófélék
A hokkófélék (Cracidae) a madarak osztályának tyúkalakúak (Galliformes) rendjébe tartozó család.

## Rendszerezés
A család jelenleg az alábbi 9 nem tartozik, a Mitu nembe tartozott fajokat, áthelyezték a Pauxi nembe, ez még nem talált teljes egyetértésre:
- Chamaepetes  – 2 faj
- Penelopina – 1 faj
- Aburria  – 5 faj
- Penelope – 15 faj
- Oreophasis – 1 faj
- Ortalis  – 12 faj
- Nothocrax – 1 faj
- Pauxi – 2+4 faj
- Crax – 7 faj

## Képek

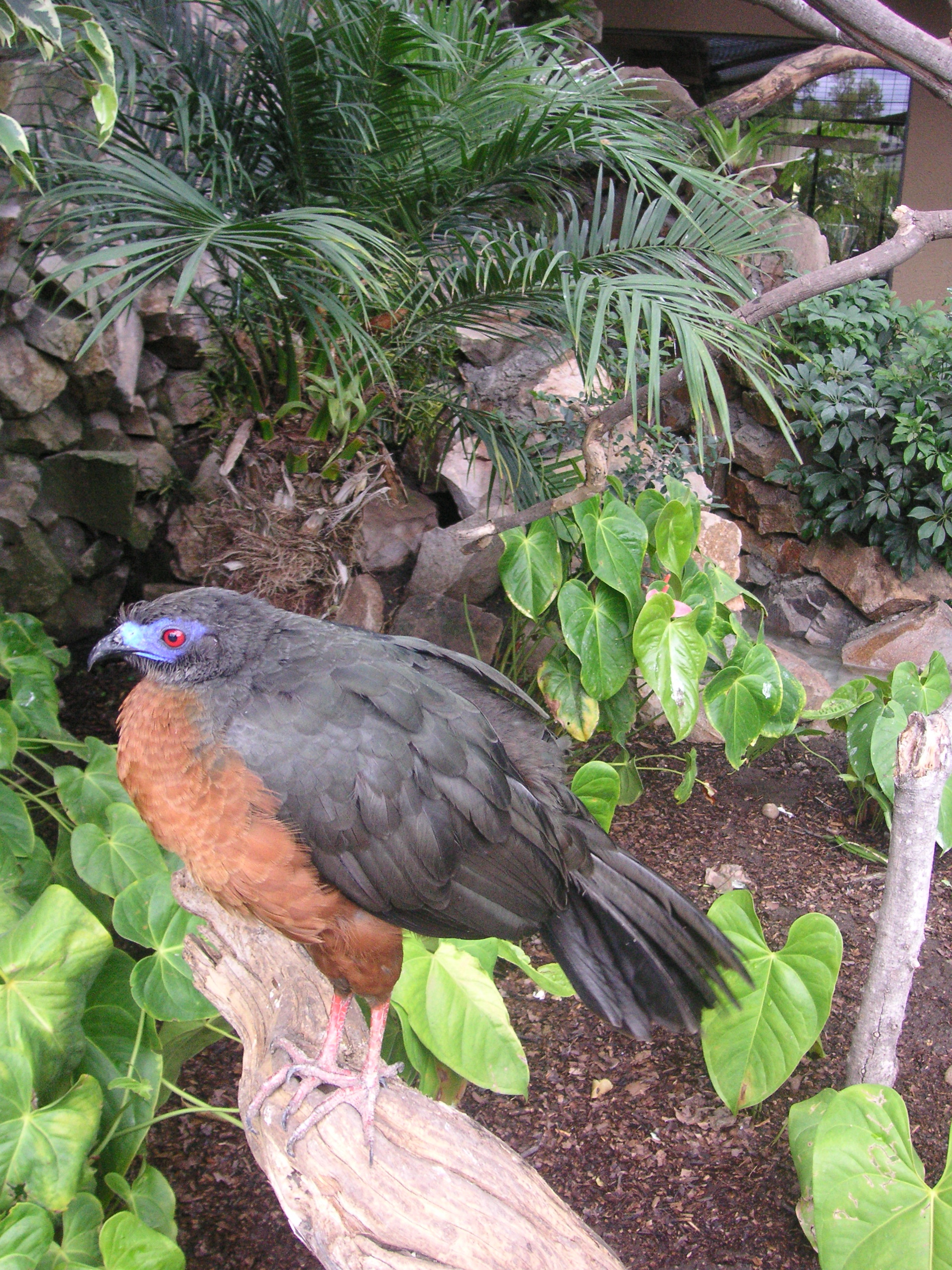
Chamaepetes goudotii
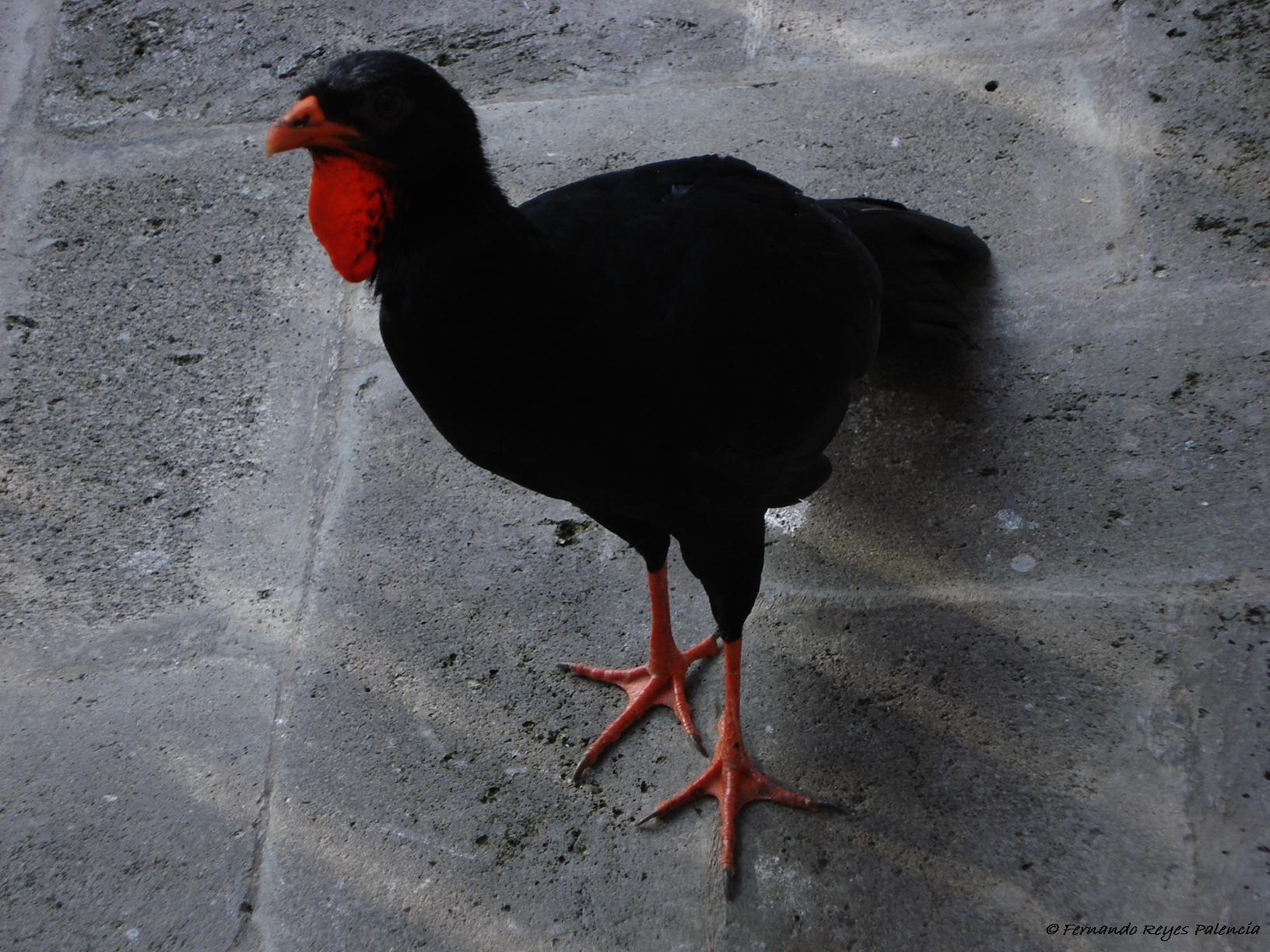
Szurdokguán (Penelopina nigra)
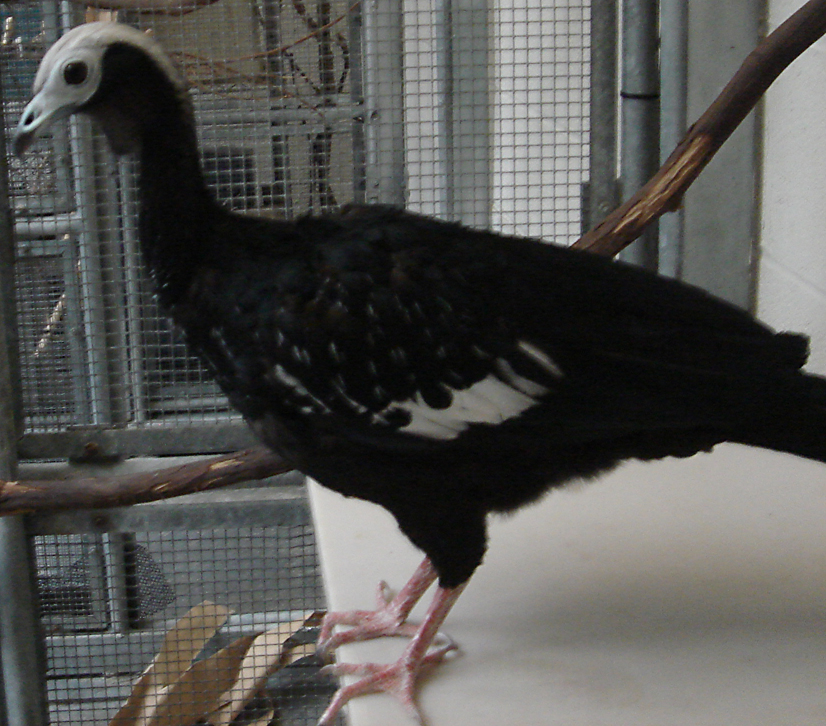
Kéktorkú guán (Aburria cumanensis)
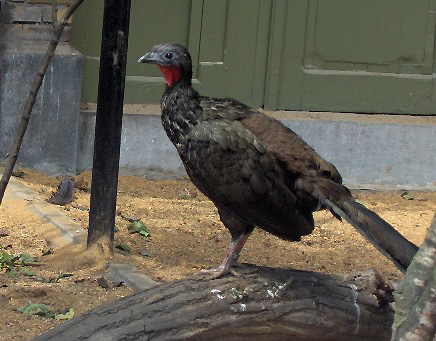
Penelope jacquacu
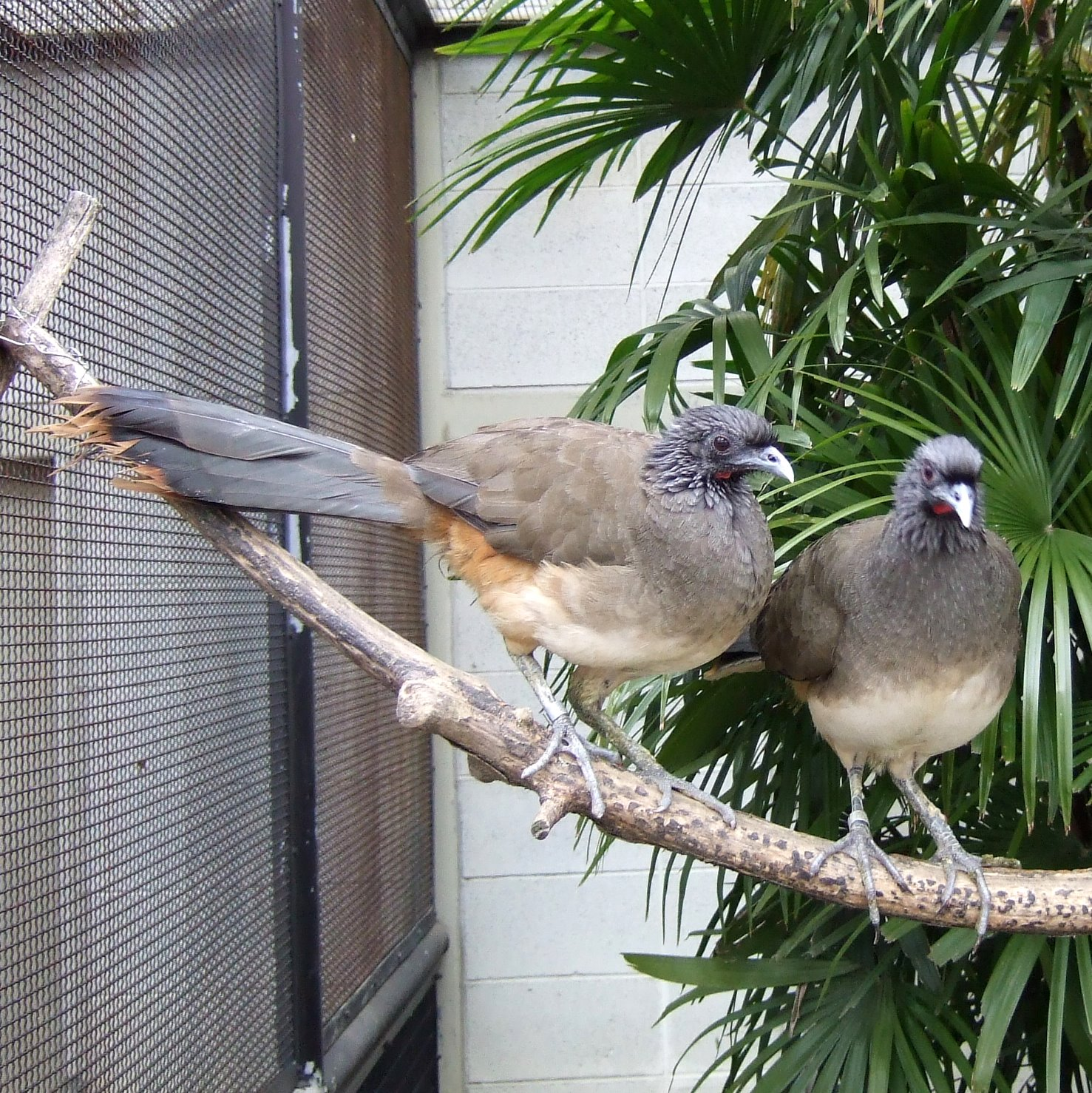
Fakó erdeityúk (Ortalis vetula)
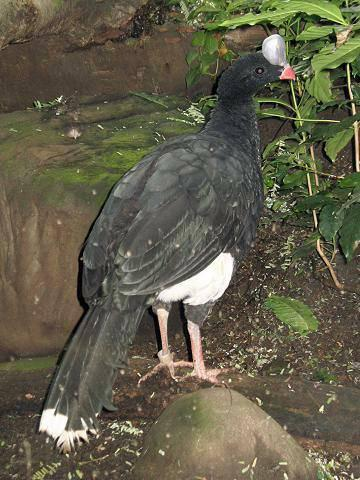
Sisakos hokkó (Pauxi pauxi)
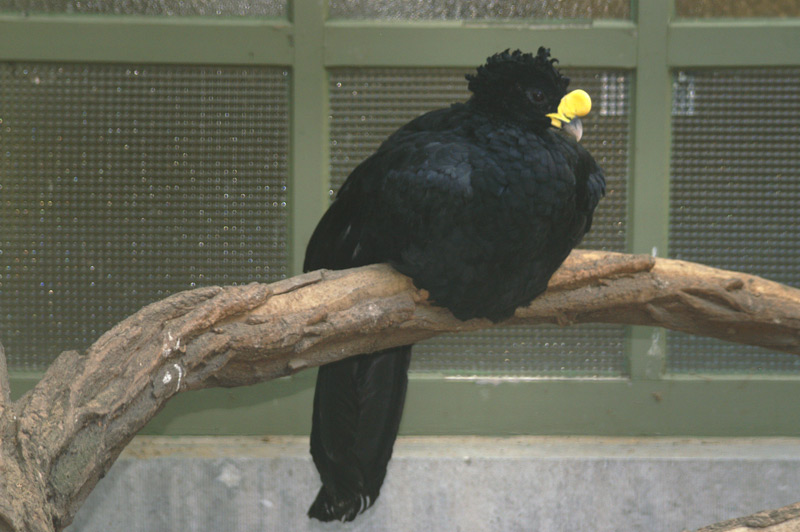
Púpos hokkó (Crax rubra)